# Arthur Gordon Barry
Arthur Gordon Barry, britanski general, * 1885, † 1942.